# Leptostylus ovalis
Leptostylus ovalis là một loài bọ cánh cứng trong họ Cerambycidae.